# قطعنامه ۱۸۹۳ شورای امنیت
قطعنامه ۱۸۹۳ شورای امنیت سازمان ملل متحد که در تاریخ ۲۹ اکتبر ۲۰۰۹ تصویب شد، سندی بین‌المللی دربارهٔ بررسی وضعیت در ساحل عاج است. این قطعنامه طی نشست ۶۲۰۹ام با ۱۵ رای موافق، ۰ مخالف و ۰ ممتنع تصویب شد.